# Orfeus og Eurydike
Orfeus og Eurydike er en opera i tre akter af Gluck, uropført i 1762. Librettoen er skrevet af Raniero da Calzabigi. Handlingen udspiller sig i Hellas i græsk sagntid.